# Cha Cha Real Smooth
Cha Cha Real Smooth ist ein US-amerikanischer Spielfilm von Cooper Raiff aus dem Jahr 2022. Der Regisseur war an dem Werk auch als Drehbuchautor, Produzent und Hauptdarsteller beteiligt. Das Beziehungsdrama handelt von einem jungen College-Absolventen, der sich in eine mehrere Jahre ältere verlobte Frau und Mutter (Dakota Johnson) verliebt.
Der Film feierte Ende Januar 2022 beim Sundance Film Festival seine Premiere. Am 17. Juni 2022 wurde er in das Programm von Apple TV+ aufgenommen und startete am gleichen Tag in ausgewählten Kinos.

## Handlung
Der 22-jährige Andrew zieht nach seinem Collegeabschluss aus finanziellen Gründen zu seiner Mutter Lisa und ihrem ungeliebten Lebensgefährten Greg nach New Jersey. Mit einem Job in einem Schnellrestaurant versucht er genug Geld zu sparen, um seiner Freundin Maya nach Barcelona nachzureisen, wo diese ein Auslandssemester absolviert. Als Andrew eines Abends seinen kleinen Bruder David auf eine Bar-Mitzwa-Feier begleitet, kommt er in Kontakt mit Davids autistischer Mitschülerin Lola und deren Mutter Domino. Andrew kann Lola entgegen aller Erwartungen zum Tanzen animieren und erregt so die Aufmerksamkeit von Domino. Auch andere Eltern erkennen sein Talent und wollen ihn für zukünftige Feiern als Vortänzer und Animateur anstellen.
Auf Anraten seiner Mutter gründet Andrew eine Veranstaltungsfirma und versucht, bei der nächsten Bar-Mitzwa-Feier seriös ins Geschäft einzusteigen. Als Lola jedoch von anderen Mitschülern aufgrund ihrer Neurodivergenz gemobbt wird, setzt er sich für das Mädchen ein, zieht so den Unmut der anderen Eltern auf sich und wird gefeuert. Domino erleidet zeitgleich auf der Toilette eine Fehlgeburt, woraufhin Andrew die beiden nach Hause fährt und sich am Abend um Lola kümmert. Domino will sich bei Andrew für seine Hilfe bedanken und ihn küssen, doch dieser glaubt nicht daran, dass die deutlich ältere Mutter seine Gefühle erwidert. Domino offenbart daraufhin, dass sie sich mit dem Rechtsanwalt Joseph verlobt hat, dieser arbeitsbedingt allerdings oft in Chicago ist.
In der Folgezeit kümmert sich Andrew vermehrt um Lola, wenn deren Mutter abends ausgehen möchte. Domino merkt, wie ihr die Gesellschaft von Andrew guttut, auch weil er ihr bei ihren psychischen Problemen Mut zuspricht und immer für sie da ist. Die intime Stimmung zwischen beiden wird allerdings durch die vermehrte Präsenz von Joseph gestört, der das Verhältnis zwischen beiden zu erahnen scheint. Andrew fühlt sich zunehmend ausgenutzt und wird von Joseph von seinen Pflichten gegenüber Lola entbunden.
Auf einer weiteren Bar-Mitzwa-Feier erscheinen Joseph und Lola ohne Domino, weshalb sich Andrew im betrunkenen Zustand sorgen über deren Gesundheitszustand macht. Als es erneut zu Angriffen gegenüber Lola kommt, bekommt Andrew beim Einschreiten überraschende Hilfe von Greg, woraufhin sich das Verhältnis zwischen beiden entspannt. Noch am selben Abend sucht Andrew Domino auf und gesteht ihr seine Liebe, doch die Mutter hält ihn für zu jung und unerfahren, möchte Konstanz in ihrem Leben und hält am Plan einer Hochzeit mit Joseph fest. Dominos Verlobter verfolgt Andrew bis zu seinem Auto, doch als dieser eine Konfrontation erwartet, dankt ihm Joseph für seine Sorge für Lola.
Andrew ist zutiefst betrübt, doch durch eine klärende Aussprache mit Domino kann er teilweise mit der Situation abschließen. Seiner Mutter gegenüber offenbart er, nicht mehr nach Barcelona reisen zu wollen, da Maya dort mit einem anderen Mann zusammengekommen ist. Trotzdem wolle er ausziehen, da er sich durch seine neue Arbeit mit ALS-Kindern eine Wohnung in der Nähe leisten kann. Sechs Monate später heiraten Domino und Joseph. Andrew verbringt hingegen vermehrt Zeit mit seiner ehemaligen High-School-Freundin Macy, mit der er zuvor bereits eine Sexbeziehung führte.

## Produktion

### Stab, Besetzung und Dreharbeiten

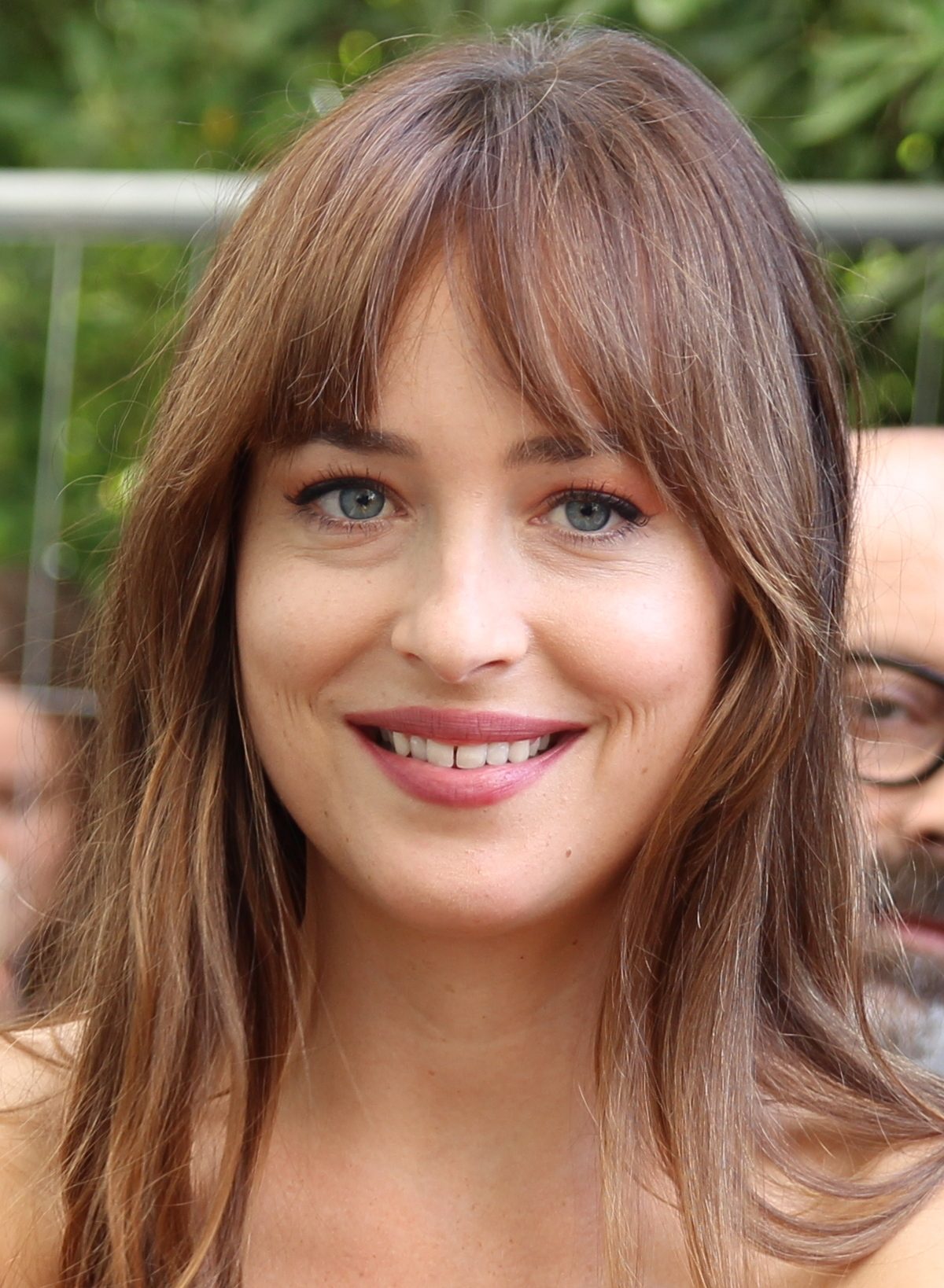
Dakota Johnson war als Hauptdarstellerin und Produzentin an dem Film beteiligt

Regie führte Cooper Raiff, der auch das Drehbuch schrieb, den Film mitproduzierte und die männliche Hauptrolle des Andrew übernahm.  Es handelt sich um seinen dritten Spielfilm als Regisseur nach Madeline & Cooper und Shithouse. Der Filmtitel Cha Cha Real Smooth leitet sich von dem Hit Cha Cha Slide von Mr. C the Slide Man aus dem Jahr 2004 ab. Zum weiteren Schauspielensemble zählten Dakota Johnson in der weiblichen Hauptrolle der Domino, Leslie Mann als bipolare Mutter sowie Odeya Rush, Brad Garrett und Raúl Castillo. Johnson trat bei Cha Cha Real Smooth auch erstmals als Filmproduzentin in Erscheinung. Der Part ihrer Filmtochter Lola wurde mit der Schauspieldebütantin Vanessa Burghardt besetzt, die auch im wirklichen Leben eine Autismus-Spektrum-Störung aufweist.
Gedreht wurde der Film im Sommer 2021, unter anderem in Pittsburgh. Als Kamerafrau fungierte Cristina Dunlap.

### Filmmusik und Veröffentlichung
Die Filmmusik komponierten Este Haim von der Band Haim und Chris Stracey. Das fünf Musikstücke umfassende Soundtrack-Album wurde am 17. Juni 2022 von Polydor Records als Download veröffentlicht.
Erste Vorstellungen des Films erfolgen ab dem 23. Januar 2022 beim Sundance Film Festival. Dort sicherte sich Apple für 15 Millionen US-Dollar die weltweiten Rechte an Raiffs Film. Im April 2022 wurde er beim Seattle International Film Festival und beim Atlanta Film Festival vorgestellt.  Ende April 2022 wurde er als Abschlussfilm des San Francisco International Film Festivals gezeigt und im Mai 2022 beim Chicago Critics Film Festival. Im Juni 2022 wurde Cha Cha Real Smooth beim Tribeca Film Festival, Sydney Film Festival und Nantucket Film Festival vorgestellt. Am 17. Juni 2022 wurde der Film in das Programm von Apple TV+ aufgenommen und startete in ausgewählten US-amerikanischen Kinos.

## Rezeption

### Kritiken

#### Englischsprachiger Raum

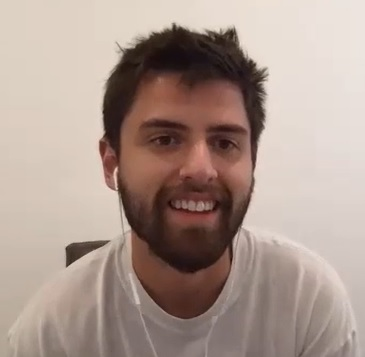
Regisseur Cooper Raiff

Von den über 160 bei Rotten Tomatoes erfassten Kritiken sind 86 Prozent positiv. Der Film wird dort mit durchschnittlich 7,7 von 10 möglichen Punkten bewertet. Das Fazit der Website lautet, dass es sich bei Cha Cha Real Smooth um „eine berührende Dramedy“ handle, „die ihr Herz stolz auf der Zunge“ trage. Filmemacher und Schauspieler Cooper Raiff sei „ein Talent“, das man sich merken sollte. Auf der Website Metacritic erhielt der Film eine Bewertung von 69 Prozent, basierend auf 42 ausgewerteten angloamerikanischen Kritiken.
Owen Gleiberman von Variety schrieb, wenn sich der 12-jährige Andrew zu Beginn des Films in eine erwachsene Frau verknallt und mutig beschließt, ihr seine Liebe zu gestehen, erinnere dies an die Geschichte von Tadpole, doch Cha Cha Real Smooth sei glücklicherweise ein viel besserer Film. Vieles andere, was in dem Film geschehe, erinnere an Filme wie Rushmore, Say Anything…, Igby Goes Down oder The Tao of Steve. Dabei sei Cha Cha Real Smooth aber weniger eine Komödie über einen erotisch-emotionalen Übergangsritus, als vielmehr eine Charakterstudie über ein Kind, das lernen muss, erwachsen zu werden.
Pete Hammond von Deadline bemerkte in seiner Kritik, Cooper Raiff habe dieses seltene Talent, einerseits eine charismatische Präsenz auf der Leinwand zu sein und ein Typ, mit dem man gerne abhängen würde, und könne andererseits als Autor und Regisseur auf Schritt und Tritt die Essenz der Menschlichkeit und des Herzens vermitteln. Auch wisse Raiff wirklich, wie man „Frauen schreibt“. So habe er die von Dakota Johnson gespielte Domino als eine komplexe und rätselhafte Figur ausgestattet.
David Ehrlich von IndieWire schrieb, Johnson sei in der Rolle von hypnotisierend und absolut glaubwürdig. Cha Cha Real Smooth sei ein Film für all diejenigen, die versuchen, das Leben, das sie haben, mit dem zu vereinbaren, das sie sich für sich selbst vorstellten. Der Film sei so konfliktvermeidend, wie alle seine Charaktere, Raiff verleihe jeder Szene eine emotionale Ehrlichkeit und behalte den Naturalismus bei, auf dem er bereits Shithouse aufgebaut hat.
Leah Greenblatt von Entertainment Weekly beschrieb die Figur der Domino als ein „Manic Pixie Dream Girl ohne Manie“, und der Film lebe zu einem Großteil von der Chemie zwischen ihr und Andrew. In diesem ungepflegten, jedoch hochgebildeten Charmeur sieht Greenblatt wiederum einen einzigartigen „Gen-Z“-Helden, der die älteren Menschen um ihn herum wie Anachronismen aus Mad Men erscheinen lasse.

#### Deutschland
Aufgrund der Veröffentlichung bei Apple TV+ fand ein regulärer Kinostart im deutschsprachigen Raum nicht statt. Viele Tageszeitungen darunter auch große meinungsbildende Medien wie Frankfurter Allgemeine Zeitung, Neue Zürcher Zeitung oder Süddeutsche Zeitung verzichteten daher auf Filmbesprechungen. Aufgrund der ähnlichen Veröffentlichungsstrategie und Geschichte wurden wiederholt Vergleiche mit Apples Oscar-prämiertem Film Coda (2021) gezogen.
Barbara Schweizerhof von Zeit Online merkte in ihrer Kurzkritik zum Sundance Film Festival an, dass die Handlung von Cha Cha Real Smooth bekannt klinge. Der Regisseur entwickle die Geschichte aber „zu einer bezaubernden Fabel über Offenheit, Kindlichkeit und Verletzlichkeit“. Raiff gelinge „eine im Grunde sehr ‚weibliche‘ Unterwanderung der Romantic-Comedy-Standards, indem er sowohl seinem Helden und der Mutter wie auch ihrer von Autismus betroffenen Tochter im Teenageralter den jeweils eigenen Raum für Gefühle und Entwicklung“ belasse. Laut Schweizerhof erweise sich Empathie „selbst in den romantischsten Szenen hier wichtiger als Verführung.“ So werde „das Aufbrechen der visuellen Grammatik des male gaze mindestens in Ansätzen real“.
Nach Stefan Stiletto vom Filmdienst breche „Raiff den ernsten Grundton immer wieder auf, ohne zu klamaukig zu werden“ und verweigere sich „einem großen konventionellen Happy End“. „Bemerkenswert“ sei, dass das Werk „jede Vorstellung von Liebe ernst“ nehme „und keinen Weg als richtig oder falsch“ bewerte. Die Figuren seien „bis in die Nebenrollen […] mit großer Sympathie, wenngleich manchmal auch etwas zu oberflächlich, gezeichnet“. Im Gedächtnis bliebe Stiletto „zudem die träumerische Atmosphäre“, die „durch die vielen eingestreuten Zeitlupenaufnahmen und den melancholischen Soundtrack mit Songs wie ‚Clear Bones‘ von Jean Dawson oder ‚Forest Green‘ von Big Red Machine“ vermittelt werde. Dies würde „die Gefühle der Figuren treffend“ einfangen.
Claudia Reinhard von der Berliner Zeitung verglich den Erzählstil des Films mit dem ebenfalls von Apple herausgebrachten Werk Coda (2021), auch wenn Cha Cha Real Smooth an den Erfolg seines Vorgängers „eher nicht“ anknüpfen werde. Die „augenscheinliche Unbedarftheit“ Raiffs trage „in vielen Szenen […] zum unbestreitbaren Charme des Films bei, vor allem, wenn es um die typischen Coming-of-Age-Themen“ gehe. Reinhard zeigte sich aber genervt davon, dass ausschließlich die Frauenfiguren mit psychischen Problemen belastet seien, während der „herzensgute Jungmann [Raiff] ihnen das gebeutelte Gemüt aufzuhellen“ versuche. Sie unterstellte dem Filmemacher „keine böse Absicht“. Die nicht übermäßige Problematisierung dieser Umstände könne man Cha Cha Real Smooth „als Erfolg gegen Stigmatisierung anrechnen oder als verharmlosend kritisieren“.
Oliver Kaever vom Spiegel lobte den Film in einer Kurzkritik als „ein Erlebnis“ und zog ebenfalls den Vergleich zu Coda. Cha Cha Real Smooth finde aber „im Unterschied [...] eine eigene Sprache, um seine bittersüße Geschichte zu erzählen“, was am Talent von Cooper Raiff liege. Diesen verglich Kaever mit Dustin Hoffman in Die Reifeprüfung. Auch er bezweifelte, dass Apple den Filmpreiserfolg von Coda wiederholen könne.

### Auszeichnungen
Artios Awards 2023
- Nominierung für das Beste Casting in einem Independent- oder Studiofilm – Filmdrama (Angela Demo & Nancy Mosser Bailey)[29]

Hollywood Critics Association Awards 2023
- Nominierung als Bester Independentfilm[30]

Music Supervisors Guild Awards 2023
- Auszeichnung für die Beste Musik-Supervision eines Films mit einem Budget unter 10 Millionen US-Dollar (Rob Lowry)[31]

Nantucket Film Festival 2022
- Auszeichnung mit dem New Voices in Screenwriting Award (Cooper Raiff)[32]

Palm Springs International Film Festival 2022
- Aufnahme in die Liste der Directors to Watch (Cooper Raiff)[33]

Sundance Film Festival 2022
- Nominierung im U.S. Dramatic Competition
- Auszeichnung mit dem Publikumspreis (Cooper Raiff)[34]

## Synchronisation
Die deutsche Synchronisation entstand nach einem Dialogbuch und der Dialogregie von Benedikt Rabanus im Auftrag der FFS Film- & Fernseh-Synchron GmbH, München.
| Darsteller        | Synchronsprecher | Rolle          |
| ----------------- | ---------------- | -------------- |
| Cooper Raiff      | Felix Mayer      | Andrew         |
| Dakota Johnson    | Rubina Nath      | Domino         |
| Evan Assante      | Moritz Blaich    | David          |
| Vanessa Burghardt | Laura Jenni      | Lola           |
| Leslie Mann       | Bianca Krahl     | Andrews Mutter |
| Brad Garrett      | Hans Bayer       | Greg           |
| Raúl Castillo     | Oliver Mink      | Joseph         |
| Amara Pedroso     | Ilena Gwisdalla  | Maya           |
| Colton Osorio     | Adrian Arnold    | Rodrigo        |